# 杨锐 (都督佥事)
楊銳（1471年—1532年），字進之，蕭縣人。明朝軍事將領。
楊銳嗣世職，為南京羽林前衛指揮使。武宗正德年間，因才能被舉薦掌龍江右衛事，督造漕舟於淮安。當時寧王朱宸濠有異謀，王瓊以安慶居要害，宜置戍，於是進楊銳署都指揮僉事，守備其地。楊銳與知府張文錦治戰艦。正德十四年（1519年），寧王朱宸濠在南昌起兵叛亂，叛軍先頭部隊進迫安慶，楊銳、張文錦、指揮崔文、同知林有祿、通判何景昜、懷寧知縣王誥堅守安慶，被圍困。同年七月，朱宸濠大軍到達，號稱十萬人，舳艫相銜六十餘里，大舉圍攻安慶。安慶守城十八日后，因朱宸濠後方不穩被迫撤軍而獲解圍。楊銳隨後被升用為參將，守衛安徽池州、太州、寧國及九江、饒州、黃州等地，而其舉薦的鄭嶽、胡世寧均得到重用。明世宗繼位后，論功為都督僉事，蔭子世千戶。后再遷僉書左府，改南京右府。充任遼東總兵官，后改任漕運總兵官。嘉靖十年，被巡按御史李循義彈劾罷職，逾年去世。

## 延伸阅读
Module:Wikisource_further_reading第46行Lua错误：attempt to concatenate local 'id' (a nil value)